# Dobutamin
Dobutamin ist ein in den 1970er Jahren entwickeltes synthetisches Sympathikomimetikum aus der Gruppe der Katecholamine, das als Arzneistoff bei akuter Herzinsuffizienz oder kardiogenem Schock eingesetzt wird. Es kann nur intravenös verabreicht werden.
In Deutschland, Österreich und der Schweiz wird das vor allem als Dobutrex bekanntgewordene Mittel von verschiedenen Herstellern als Generikum, in Österreich auch unter dem Namen Inotop vertrieben.

## Wirkungsweise
Dobutamin ist ein Katecholamin und hat keine stimulierende Wirkung auf Dopamin-Rezeptoren, sondern wirkt als Agonist an α1-, β1- und β2-Adrenozeptoren, wobei die β1-Stimulation am Herzen weit im Vordergrund steht, da sich die Alpha-1- und Beta-2-Wirkungen gegenseitig aufheben (= scheinbare Beta-1-Selektivität).
Dobutamin ist ein Enantiomerengemisch (Racemat): Das (+)-Enantiomer aktiviert β1- und β2-Rezeptoren und das (–)-Enantiomer ist verantwortlich für die Wirkung auf den α1 Rezeptor. Hieraus resultieren die Hauptwirkungen von Dobutamin, nämlich eine Steigerung der Kontraktilität der Herzmuskelzellen (positive Inotropie) und eine in der Regel nur gering ausgeprägte Beschleunigung der Herzfrequenz (positive Chronotropie). Damit erfolgt eine Erhöhung von Schlagvolumen (SV) und Herzzeitvolumen (HZV) mit konsekutiver Verbesserung der Durchblutung lebenswichtiger Organe (Gehirn, Niere etc.).

## Anwendungsgebiete
Akute Herzinsuffizienz, kardiogener Schock, intraoperative Anwendung bei herzchirurgischen Eingriffen. Die Dosierung beträgt 1–10 µg/kg/min.
Außerdem wird Dobutamin in der Belastungsechokardiografie sowie in der Kardio-Magnetresonanztomographie eingesetzt, um das Herz medikamentös zu belasten.

## Gegenanzeigen und Warnhinweise
Aufgrund der agonistischen Wirkung auf β2-Rezeptoren und der damit verbundenen peripheren Vasodilatation kann es bei Volumenmangel zu einer zusätzlichen Reduktion der kardialen Füllungsdrücke kommen, weshalb es bei Schockzuständen durch Volumenmangel kontraindiziert ist. Weitere Kontraindikationen sind die Perikardtamponade und die hypertrophe obstruktive Kardiomyopathie.

## Nebenwirkungen
Häufig auftretende unerwünschte Wirkungen resultieren aus der Beta-mimetischen Wirkung: Tachykardie, Tachyarrhythmien, Extrasystolen und pectanginöse Beschwerden. Nebenwirkungen wie Tachykardie beruhen wahrscheinlich auf relativ hohen Plasmaspiegeln an freiem Dobutamin.

## Chemie

### Stereochemie
Dobutamin ist ein chirales synthetisches Katecholamin mit einem Stereozentrum. Die beiden Stereoisomere besitzen unterschiedliche pharmakologische Eigenschaften (siehe oben, Abschnitt Wirkungsweise). Therapeutisch wird das Racemat, die 1:1-Mischung des (S)- und des (R)-Isomeres, als Hydrochlorid eingesetzt.

## Handelsnamen
Monopräparate
Dobutrex, Inotop (A)